# 인물사진
인물사진(人物寫眞)은 인물을 촬영한 사진 작품이다. 사진을 취미로하지 않는 사람이 사진을 찍는다고하면, 가족이나 친구의 인물사진인 것이 대부분이다. 프로와 아마추어를 불문하고, 인물사진을 촬영하는 것이 가장 많다고 해도 좋을만큼 일반적인 사진 형식이다. 인물 사진이라고 부르는 것은, 가족 사진, 단체의 집합 사진, 잡지 등의 표지 나 기사를 위한 인물 사진, 맞선을 위한 사진, 증명사진 등 매우 다양하다. 이들은 모두 예술 작품으로도 성립할 수 있으며, 단순한 기념과 기록의 상징으로도 성립될 수 있다.

## 역사
19세기 중반 은판 사진의 가격이 상대적으로 저렴하고 피사체가 앉아 있는 시간이 줄어들면서 비록 지금보다 훨씬 길었지만 초상화 사진에 비해 초상화 사진의 인기가 전반적으로 높아졌다. 이러한 초기 작품의 스타일은 긴 노출 시간과 관련된 기술적 과제와 당시의 회화적 미학을 반영했다. 어린아이의 엄마를 프레임 속에 숨겨 아이들을 진정시키고 가만히 있게 놔두는 인물사진을 촬영하는 히든맘사진은 이러한 어려움에서 탄생했다. 피험자들은 일반적으로 평범한 배경에 앉아 머리 위 창문의 부드러운 빛을 받고 거울에 반사될 수 있는 모든 것을 비췄다.
은판 사진 촬영 이후 사진 기술의 발전으로 더욱 발전된 기술이 탄생했고, 이를 통해 사진 작가는 더 짧은 노출 시간으로 이미지를 캡처하고 스튜디오 환경 밖에서 작업할 수 있게 되었다.

## 같이 보기
- 머그샷
- 인물 사진가